# Braço do Trombudo
Braço do Trombudo es un municipio brasileño del estado de Santa Catarina. Tiene una población estimada al 2022 de 4 026 habitantes. Forma parte de la Región metropolitana del Alto Valle de Itajaí.

## Toponimia
Su nombre viene del río que cruza la ciudad. Muchas localidades cercanas fueron nombradas según este río como: Barra do Trombudo, Trombudo Central, Trombudo Alto (Agrolândia) y Braço do Trombudo.

## Historia
Ubicada a orillas del Río Itajaí-Açu, entre 1920 y 1921 se instalaron los primeros pioneros provenientes de Blumenau y ciudades vecinas. La mayoría de ellos eran alemanes o sus descendientes.
La ciudad logró un desarrollo a mediados del Siglo XX con la industria metalmecánica. Este desarrollo llevó a su emancipación en 1991, separándose de Trombudo Central.